# Приключения Перца
«Приключения Перца» (укр. Пригоди Перця) — советский короткометражный мультфильм 1960 года режиссёров Ипполита Лазарчука и Ирины Гурвич, созданный по сюжетам сатирического журнала «Перец». Является первым мультфильмом киностудии «Киевнаучфильм».

## Сюжет
В лесу происходят самые различные экологические бедствия: то начальники загрязняют пруд нефтью, то браконьеры вырубают лес, то происходит пожар и т.д. Но к счастью всё восстанавливается, ведь на помощь приезжают Перец и его друзья, и устраняют проблемы. Мультфильм призывает зрителей бережно относится к природе и задумываться о последствиях тех действий, которые они совершают.

## Роли озвучивают
- Изольда Бланк
- Л. Салошин
- Неонила Гнеповская
- Габриэль Нелидов-Френкель
- Людмила Козуб
- В. Гуров
- Г. Лойко

## Создатели
- Режиссёры: Ипполит Лазарчук, Ирина Гурвич
- Сценаристы: Фёдор Макивчук, Павел Глазовой, Николай Билкун
- Оператор: Григорий Островский
- Композитор: Оскар Сандлер
- Художник-постановщик: Яков Горбаченко
- Художники: Л. Гриценко, М. Малова, Ю. Добров
- Художники-мультипликаторы: Марк Драйцун, Л. Телятников, Владимир Дахно, Давид Черкасский, Борис Храневич, Кирилл Малянтович, Е. Рабинович, Оксана Ткаченко, Владимир Арбеков
- Звукорежиссёры: Игорь Погон, Р. Пекарь
- Редактор: Таисия Дмитрук

## Производство
Работа над мультфильмом велась 2 года. Во время создания, молодым украинским мультипликаторам помогали опытные коллеги из киностудии «Союзмультфильм», а кое-что делали сами. Мультфильм был озвучен на русский язык, а песни — исполнены на украинском.

...несколько молодых людей, примерно моего возраста, занимались своим делом: кто-то рисовал на листе бумаги главных героев будущего фильма — Перца и его верного помощника спаниеля, кто-то делал забавные гримасы, глядя в зеркало, которое было на каждом рабочем столе мультипликатора, и быстро зарисовали своё изображение лица, а кто-то, закрыв глаза, нажимал кнопку секундомера и проигрывал в своем воображении будущую сцену, которую должен был нарисовать, измеряя её по времени с точностью до доли секунды. Шла работа над фильмом «Приключения Перца», с которого должно было начинаться возрождение украинской анимации.
— Евгений Сивоконь